# Jeff Dowtin
Jeff Dowtin Jr (ur. 10 maja 1997 w Upper Marlboro) – amerykański koszykarz, występujący na pozycji rozgrywającego, do 2024 zawodnik Philadelphia 76ers oraz zespołu G-League – Delaware Blue Coats.
W 2021 reprezentował Orlando Magic podczas rozgrywek letniej ligi NBA w Las Vegas.
2 stycznia 2022 został zwolniony przez Golden State Warriors. 7 stycznia 2022 zawarł 10-dniową umowę z Milwaukee Bucks. 18 stycznia 2022 powrócił do składu Lakeland Magic. 22 marca 2022 podpisał 10-dniowy kontrakt z Orlando Magic. Po jego wygaśnięciu trafił ponownie do Lakeland Magic. 19 lipca 2022 zawarł umowę z Toronto Raptors na występy zarówno w NBA, jak i zespole G-League – Raptors 905. 2 marca 2023 podpisał kontrakt z Philadelphia 76ers i zespołem G-League – Delaware Blue Coats.

## Osiągnięcia
Stan na 8 marca 2024, na podstawie, o ile nie zaznaczono inaczej.
NCAA
- Uczestnik rozgrywek II rundy turnieju NCAA (2017, 2018)
- Mistrz:
  - turnieju konferencji Atlantic 10 (2017)
  - sezonu regularnego Atlantic 10 (2018)
- Zaliczony do:
  - I składu:
    - Atlantic 10 Academic All-Conference (2018–2020)
    - debiutantów Atlantic 10 (2017)
    - turnieju Atlantic 10 (2018)

  - III składu Atlantic 10 (2020)
- Debiutant tygodnia Atlantic 10 (2.01.2017, 6.02.2017)

Drużynowe
- Mistrz G-League (2021)